# 庫奇·拉瓦蓋托
哈利·亞瑟·拉瓦蓋托（英語：Harry Arthur "Cookie" Lavagetto，1912年12月1日—1990年8月10日），綽號「餅乾」，為美國職棒大聯盟的三壘手。生涯曾效力過海盜與道奇兩隊。他生涯入選4次明星賽，也因為入美軍服役缺席了4年賽季。
1947年世界大賽第四戰，拉瓦蓋托在9局下敲出二壘安打，不僅粉碎了洋基投手Bill Bevens無安打的夢想，還幫助道奇以3比2逆轉勝。而這支安打也是拉瓦蓋托職棒生涯的最後一支安打。
拉瓦蓋托在退休後轉任教練，而他也是參議員隊改名為雙城隊後的首任總教練。

## 職業生涯

### 匹茲堡海盜
1933年，拉瓦蓋托於小聯盟開啟職棒生涯。1934，他在海盜隊登上大聯盟。他在海盜隊待了三年，幾乎都是擔任替補選手，單季出賽數都不到87場。

### 布魯克林道奇
1936年12月，拉瓦蓋托被交易到道奇隊。1937年到1941年，他成為了球隊的固定內野手。其中他在1938年到1941年間都入選明星賽。其中1939年可說是拉瓦蓋托的生涯年，該年他繳出3成打擊率，並敲出10轟與87分打點。
1941年，拉瓦蓋托首次隨隊打進世界大賽，不過最終球隊敗給洋基。之後拉瓦蓋托加入美軍參加二戰，於是缺席了4個賽季。二戰結束後，拉瓦蓋托重返道奇隊。
1947年，道奇和洋基再度於世界大賽碰頭。第四場，洋基投手Bill Bevens投出8.2局的無安打比賽，準備挑戰季後賽首場無安打。不過Bevens在9局下投出2次保送，接著輪到拉瓦蓋托打擊。拉瓦蓋托在1好1壞時擊出右外野方向的二壘安打，不僅打破Bevens的無安打，同時也送回壘上跑者。終場道奇便以3比2逆轉勝。而拉瓦蓋托在世界大賽上就敲出這麼一支安打，後來洋基鏖戰7場比賽才獲勝。
1948年，道奇隊釋出拉瓦蓋托。總計他生涯打擊率為2成69，並敲出40轟與486分打點。2001年，棒球數據專家Bill James將拉瓦蓋托評為百大傑出三壘手的第92名。

## 晚年
卸除總教練一職後，拉瓦蓋托到大都會擔任教練，再到巨人擔任教練。1967年正式從棒球界退休。
1990年，拉瓦蓋托於睡夢中辭世，享年77歲。

## 生涯打擊成績
| 出賽次數 | 打席 | 打數 | 得分 | 安打 | 二安 | 三安 | 全壘打 | 打點 | 盜壘 | 保送 | 三振 | 打擊率 | 上壘率 | 長打率 | OPS  |
| -------- | ---- | ---- | ---- | ---- | ---- | ---- | ------ | ---- | ---- | ---- | ---- | ------ | ------ | ------ | ---- |
| 1043     | 4040 | 3509 | 487  | 945  | 183  | 37   | 40     | 486  | 63   | 485  | 244  | .269   | .360   | .377   | .737 |

## 外部連結
- 球員資訊和成績在MLB，ESPN，Baseball-Reference，Fangraphs（英文）